# Seba profunda
Seba profunda är en kräftdjursart som beskrevs av Shaw 1989. Seba profunda ingår i släktet Seba och familjen Sebidae. Inga underarter finns listade i Catalogue of Life.